# Murambi (Gatsibo)
Murambi è un settore (imirenge) del Ruanda, parte della Provincia Orientale e del distretto di Gatsibo.